# ديفيد ويلسون (سياسي نيوزلندي)
ديفيد ويلسون (بالإنجليزية: David Wilson)‏ هو دبلوماسي وسياسي نيوزلندي، ولد في 6 يوليو 1880 في غلاسكو في المملكة المتحدة، وتوفي في 24 أغسطس 1977 في ويلينغتون في نيوزيلندا. حزبياً، نشط في حزب العمال النيوزيلندي. وقد انتخب عضو مجلس النواب النيوزيلندي وانتخب Member of the Legislative Council of New Zealand ‏ (22 سبتمبر 1937 – 21 سبتمبر 1944).